# Stanhopea lewisae
Stanhopea lewisae är en orkidéart som beskrevs av Oakes Ames och Donovan Stewart Correll. Stanhopea lewisae ingår i släktet Stanhopea och familjen orkidéer.
Artens utbredningsområde är Guatemala. Inga underarter finns listade i Catalogue of Life.